# Fuenterroble de Salvatierra
Fuenterroble de Salvatierra ist ein Ort und eine westspanische Gemeinde (municipio) mit 252 Einwohnern (Stand: 2024) in der Provinz Salamanca in der Autonomen Region Kastilien-León.

## Lage
Fuenterroble de Salvatierra liegt in einer Höhe von ca. 950 m etwa 55 Kilometer südsüdwestlich von der Provinzhauptstadt Salamanca. Das Klima im Winter ist kühl, im Sommer dagegen durchaus warm; die Niederschlagsmengen fallen – mit Ausnahme der nahezu regenlosen Sommermonate – verteilt übers ganze Jahr.

## Bevölkerungsentwicklung
| Jahr      | 1970 | 1981 | 1991 | 2001 | 2011 | 2021 |
| Einwohner | 515  | 331  | 287  | 275  | 260  | 264  |

Das kontinuierliche Bevölkerungswachstum ist im Wesentlichen auf die Mechanisierung der Landwirtschaft sowie die Aufgabe von bäuerlichen Kleinbetrieben und den damit einhergehenden Verlust an Arbeitsplätzen in den umgebenden Landgemeinden zurückzuführen.

## Sehenswürdigkeiten
- Marienkirche (Iglesia de Santa María La Blanca)
- Christuskapelle (Ermita de Santo Cristo del Socorro)

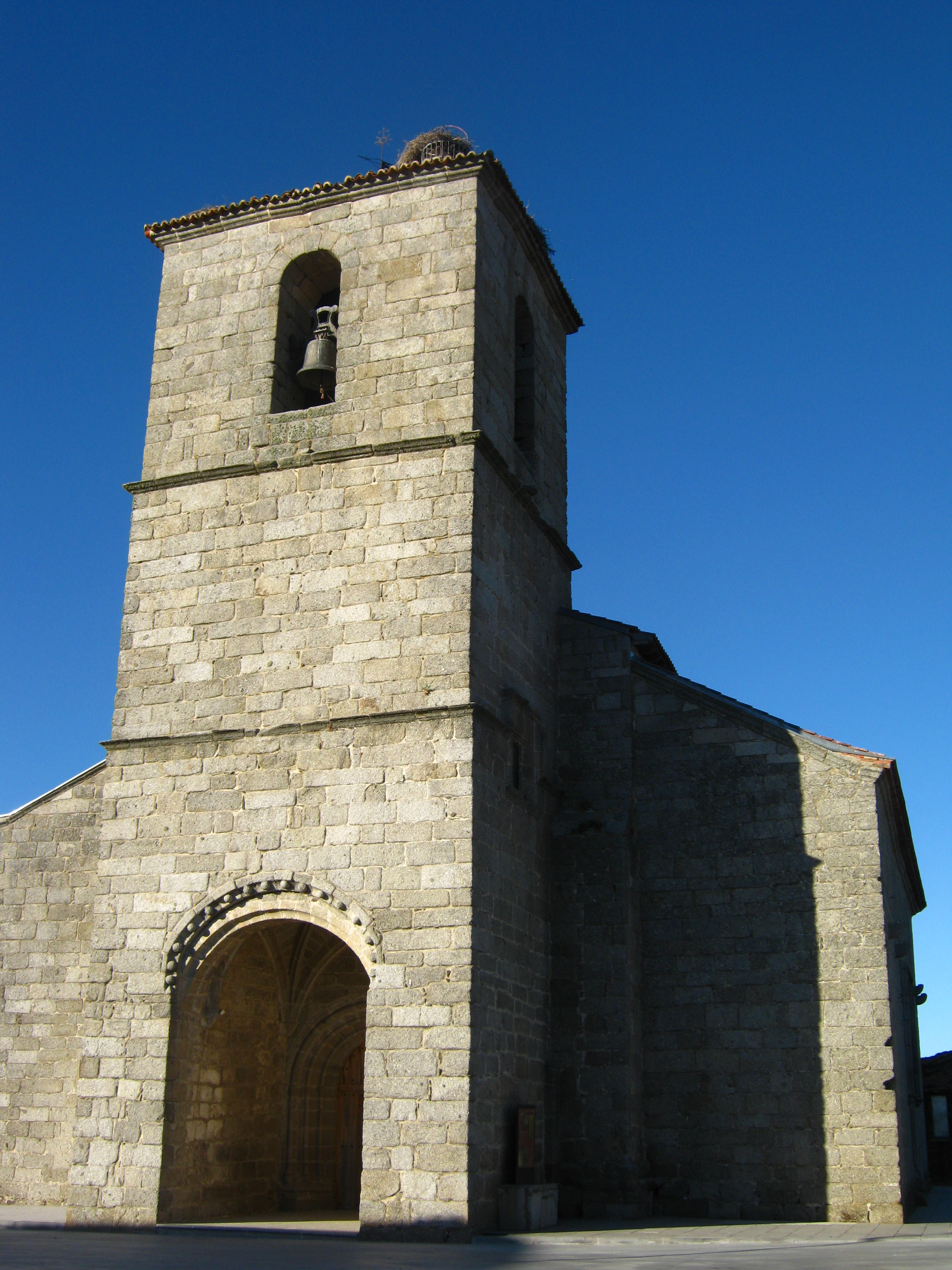
Marienkirche